# Relaciones Iglesia católica-Ustacha
Las relaciones entre la Iglesia católica y el movimiento ustacha que dirigió el Estado Independiente de Croacia entre 1941 y 1944 fueron ambiguas, y su valoración muy discutida. Aquella defendió desde el comienzo, infructuosamente, a los judíos conversos del bárbaro régimen ustacha, pero no así a la comunidad judía en general, que fue perseguida y enviada a los campos de concentración.
Las relaciones entre la cabeza de la Iglesia católica en Croacia, el obispo de Zagreb Aloysius Stepinac, fueron deteriorándose progresivamente. Tras el entusiasmo inicial por la proclamación de la independencia croata, que Stepinac defendía, los desmanes de las autoridades ustachas y el rechazo de sus protestas a estos hicieron que las relaciones entre la cúpula eclesiástica nacional y el Gobierno empeorasen.
Por otra parte, un sector notable del bajo clero y el monacato croata respaldaron al movimiento de Ante Pavelić y llegaron incluso a ingresar en el mismo y a participar en las atrocidades contra la población civil. Otra parte fue crítica con el Gobierno ustacha e intercedió privadamente en favor de las víctimas judías y serbias de la dictadura de Pavelić. En general, y a pesar de sus críticas crecientes al régimen, la Iglesia se mostró, como en otros países de la región, cómoda con los aspectos tradicionalistas del mismo, aunque no con los más revolucionarios o extremistas. El régimen fascista de Pavelić, por su parte, secular y nacionalista a pesar de su retórica católica, trató de utilizar el catolicismo para reforzar su poder y de absorber el movimiento católico radical, distinto aunque cercano al ustacha.

## Antecedentes
La creación de la nueva nación yugoslava fue recibida de forma irregular por la Iglesia católica croata y eslovena. A pesar de la oposición de algunos elementos que preferían el desaparecido Imperio austrohúngaro, el principal defecto del nuevo Estado para la mayoría de la jerarquía católica era el centralismo de Estado, no esté en sí. El respaldo parcial inicial, sin embargo, fue menguando, tanto por la falta del anterior privilegio como por la indiferencia e incluso hostilidad de las autoridades hacia una institución considerada «extranjera» en comparación con la Iglesia ortodoxa, «nacional». El empeoramiento de la situación política, el asesinato de Stjepan Radic, la proclamación de la dictadura real en 1929 y la falta de avances en el problema de la forma del Estado agudizaron el nacionalismo radical de elementos clericales, principalmente los más jóvenes. Por su parte, la relación entre el nacionalismo croata, especialmente el más extremista del Partido Croata por los Derechos, sus sucesores y los ustachas, con el ideal católico fue siempre estrecha, principalmente como motivo de diferenciación frente a los serbios, ortodoxos, y como parte de la identidad croata.
Durante el periodo de entreguerras, se agudizó la rivalidad entre la Iglesia católica y la Iglesia ortodoxa serbia. Ante el control mayoritario de la administración yugoslava por los serbios y la discriminación de los croatas, la Iglesia católica croata temió que los ortodoxos aprovechasen su control del poder político para extenderse y limitar a la vez las actividades de los católicos. Respaldó a los partidos que abogaban por la autonomía croata, que pensaban daría mayor libertad a la Iglesia. Tras la implantación de la dictadura real de Alejandro I de Yugoslavia, la postura de la Iglesia croata contra el Estado se fue radicalizando, acentuándose tras el fracaso de la ratificación del concordato en la segunda mitad de la década de 1930. Mientras que la cúpula regional de la Iglesia y el Vaticano trataban de reforzar su posición mediante la negociación con el Gobierno de Belgrado, el bajo clero inculcaba a menudo una identificación entre catolicismo y nacionalismo croata a la población. Parte de este clero, a menudo de escasa formación, se radicalizó y se acercó al ultranacionalismo de los ustachas ante el crecimiento de las tensiones nacionalistas durante el periodo. Los ustachas se habían convertido a lo largo de la década de 1930 en el grupo más extremista de la derecha croata. El Gobierno yugoslavo, por su parte, trató de aliviar las tensiones manteniendo el respeto por las instituciones religiosas católicas y favoreciendo el nombramiento de figuras consideradas moderadas a los puestos de la jerarquía católica, como el de Aloysius Stepinac para el obispado de Zagreb. Stepinac, veterano del Ejército serbio en el frente macedonio, se veía en Belgrado, equivocadamente, como un partidario del Estado yugoslavo. Stepinac, receloso de las actividades de los ortodoxos, se mostraba favorable ya en la década de 1930 a la autonomía croata.
A la hostilidad hacia los ortodoxos y el centralismo yugoslavo, se unió en la Iglesia católica de Croacia su virulento anticomunismo, que le llevó a una cierta simpatía por la Alemania nazi. En toda la región, la Iglesia, conservadora y favorable al autoritarismo tradicional, facilitó el auge de movimientos chovinistas, a los que veía como aliados contra el comunismo y el judaísmo. La proclamación de la independencia eslovaca en marzo de 1939 gracias a la intercesión alemana convenció a muchos cercanos a la Iglesia y desilusionados con Yugoslavia de la necesidad de la intervención del Eje para lograr también la independencia croata. A finales de la década de 1930, los elementos clericales más radicales simpatizaban con los ustachas como adalides de la independencia croata y la Iglesia en general se mostró cada vez más favorable a la independencia.
Hacia los judíos, la Iglesia local mantuvo un tradicional antisemitismo moderado, sin oponerse a las medidas discriminatorias y favoreciendo, con notable éxito, su conversión al catolicismo. Aún durante el periodo yugoslavo, el ministro de Educación y sacerdote católico esloveno Anton Korošec aprobó y puso en marcha una ley de numerus clausus. A pesar de la creciente hostilidad del clero contra los judíos, acusados de bolchevismo o de favorecer al Gobierno de Belgrado, las acciones antisemitas fueron escasas durante las décadas de entreguerras y las relaciones entre la cúpula católica croata y los principales representantes de la comunidad judía local, correctas.

## El Estado Independiente de Croacia

### La Iglesia ante el nuevo Estado
Tanto el Vaticano como la Iglesia católica local celebraron la desaparición del Estado yugoslavo tras su derrota en la corta campaña de abril de 1941. Los principios del movimiento ustacha, que controlaba el país, definían explícitamente el catolicismo como parte del carácter croata y lo convirtieron en religión oficial del Estado. Tras comunicar su alegría por la proclamación del nuevo Estado al día siguiente de su establecimiento (10 de abril de 1941), Stepinac solicitó al clero y a sus fieles apoyar firmemente al nuevo régimen en su carta pastoral del 28 del mes. Ordenó además que se celebrase un Te Deum en las iglesias croatas para rogar por el bienestar del Estado a comienzos del mes de mayo. Tras la marginación política de la Iglesia católica en Yugoslavia, entre el Estado, indiferente, y el poder político del anticlerical Partido Campesino Croata, el nuevo país parecía ofrecerle la oportunidad de desempeñar un papel más relevante. Los ustachas pretendían extender el catolicismo, que consideraban parte de la identidad croata, y la devoción entre la población, pero esperaban a cambio el respaldo de la Iglesia a su nacionalismo y a su movimiento. El movimiento, sin embargo, no era realmente devoto, sino que utilizaba la religión como método de propaganda y símbolo de identidad nacional (catolicismo croata frente a ortodoxia serbia).
Inmediatamente después de lograr la independencia gracias a la decisión del Eje de desmembrar la derrotada Yugoslavia, los ustachas lanzaron una brutal campaña de eliminación de lo que consideraban elementos indeseables dentro del nuevo Estado, principalmente la población serbia, tenidos por peligrosos para el mantenimiento de la recién obtenida independencia.
En aquel momento la organización eclesiástica croata incluía dos arzobispados (siendo el de Zagreb el mayor y más influyente) y once obispados, aunque siete de ellos acabaron pronto en el territorio cedido a Italia por los Tratados de Roma. Esto hizo de Stepinac la principal figura eclesiástica del país, pero sin la fuerza suficiente para imponer su criterio al resto de obispos.
La posición del Vaticano fue más prudente que la del arzobispo de Zagreb, a pesar de su simpatía hacia el nuevo país: optó por reconocer a las nuevas naciones únicamente al finalizar la contienda. A mediados de junio de 1941, sin embargo, ante las peticiones de Stepinac y otros, envió como legado apostólico a Croacia al benedictino Ramiro Marcone, abad del monasterio de Monte Casino, sin experiencia diplomática previa. A pesar de su posición de representante oficioso (se le envió como enlace con el episcopado croata, no con el NDH), el régimen ustacha concedió a Marcone preferencia entre el cuerpo diplomático acreditado en la capital y este participó a menudo en actos oficiales junto a las autoridades ustachas.
La postura de Stepinac, nacionalista y radicalmente anticomunista, pero no simpatizante de los nazis, era la de tratar de influir al régimen ustacha desde dentro. Sus intentos de reforma fracasaron, haciéndole aparecer, erróneamente, como un simple partidario del régimen ustacha. A diferencia de Stepinac, otros obispos croatas sí colaboraron intensamente con el Gobierno de Pavelić. El más sobresaliente de ellos fue el obispo de Sarajevo, Ivan Saric. Atizando a sus fieles contra los judíos ya en mayo de 1941, una publicación bajo su control escribió:

... los descendientes de aquellos que odiaban a Jesús, le persiguieron hasta la muerte, le crucificaron y persiguieron a sus discípulos son culpables de mayores pecados que sus antepasados. Los judíos han conducido a Europa y al mundo al desastre, al desastre económico y moral. Su apetito crece y sólo el dominio del mundo puede satisfacerlo... Satán les ayudó a crear el socialismo y el comunismo. Hay un límite para el amor. El movimiento de liberación del mundo de los judíos es un movimiento por la renovación de la dignidad humana. El Dios omnisciente y omnipotente respalda este movimiento.

El profesor de teología Ivan Guberina respaldó las acciones de los ustachas contra las minorías, criticó con dureza a aquellos que se oponían a ellas y utilizó, sin censura por parte de Stepinac, símiles biológicos para defender los atropellos de las autoridades contra las minorías. Numerosos clérigos participaron en las atrocidades a las minorías. Algunos fueron expulsados por las autoridades eclesiásticas, mientras que Stepinac trató desde 1942 de prohibir las actividades políticas del clero, aunque con variada suerte. Destacados intelectuales clericales desempeñaron cargos de relevancia en el nuevo Estado, preferido a la multicultural, multirreligiosa y proserbia Yugoslavia.
El apoyo a Pavelić y su movimiento variaba de una región a otra (menor en Croacia-Eslavonia y Bosnia y mayor en Herzegovina y Dalmacia) y por generaciones (menor entre el clero de más edad y mayor entre el más joven); la cúpula eclesiástica quedó dividida entre una mayoría de críticos moderados y una minoría de simpatizantes vehementes. La actitud del clero evolución además con el tiempo: de un mayor entusiasmo inicial por la proclamación de la independencia a una desilusión creciente por los crímenes del régimen. En general se puede dividir al clero croata en tres grupos basados en su actitud al Gobierno del NDH:
- Los opositores, que colaboraron con los partisanos yugoslavos, que se calculan en al menos 70 sacerdotes.[31]
- Aquellos con simpatía hacia los fascistas croatas,[24] más numerosos.[31] Algunos llegaron incluso a ingresar en la organización de Pavelić y participar en sus crímenes.[5]
- La mayoría, con una posición intermedia entre las anteriores.[31] Hostiles a los partisanos, simpatizaron son las medidas procatólicas de Pavelić (prohibición del aborto, de la pornografía y de la blasfemia),[41] aunque rechazaban sus matanzas y persecuciones.[31] Este grupo mostró ambigüedad y vacilación en sus tratos con la dictadura.[31]

### La represión de las minorías
En la época en que se formó el nuevo país, la comunidad judía contaba con entre 30 y 40 000 miembros (las estimaciones varían entre autores) y había crecido notablemente durante la década anterior por el asentamiento de personas que huían de la persecución nazi. Aquellos acogidos en Zagreb recibieron la ayuda del obispo Stepinac. El antisemitismo era escaso y marginal, y la integración y el papel cultural, económico, social y político de la comunidad, notable.

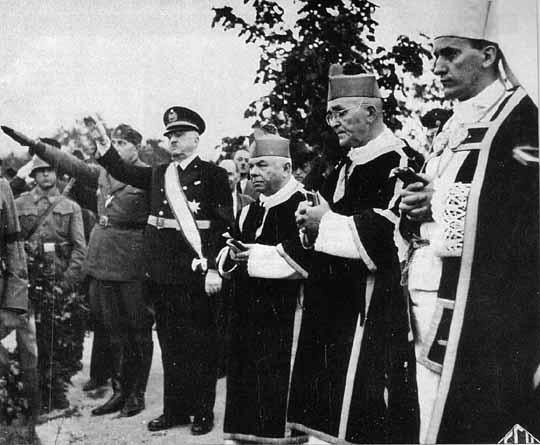
Dignatarios ustachas junto a miembros de la jerarquía católica croata. A la derecha, el arzobispo de Zagreb, Aloysius Stepinac. A pesar de las crecientes críticas de parte de la cúpula eclesiástica nacional a los desmanes del Gobierno, sus miembros siguieron participando en las ceremonias oficiales. Nunca hubo ruptura total con el régimen de Ante Pavelić.

La llegada al poder de los ustachas cambió radicalmente la situación para los hebreos en el territorio del NDH. El nuevo régimen político aprobó pronto una serie de leyes racistas y antisemitas similares a las existentes en otras zonas de Europa bajo control nazi. Parte de la población judía también se convirtió tras la independencia; esperaba poder disfrutar así de la protección de la Iglesia católica ante los abusos de la legislación antisemita promulgada por Pavelić. La Iglesia aceptó las conversiones aun convencida de que se limitarían al periodo bélico, con el fin de salvar la vida a los conversos, aunque no logró evitar que las leyes antijudías se aplicasen a estos, a pesar de los esfuerzos de Stepinac.
En la primavera de 1941, Stepinac se dirigió al ministro del Interior para criticar la obligación de que los judíos llevasen una marca identificativa, en vano. Se opuso a la aplicación de las leyes racistas aprobadas, especialmente a los conversos, aunque indirectamente criticase también las medidas contra los judíos y la población serbia. Durante el verano, con la intensificación de las atrocidades contra esta, Stepinac se quejó repetida, pero privadamente a Pavelić por los crímenes. La desilusión del arzobispo con el régimen de Pavelić creció. Alejado del régimen en privado y crítico con él, continuó en público participando, empero, en las ceremonias de Estado.
Ante la campaña de conversión forzosa al catolicismo lanzada por el Gobierno contra la población serbia, acelerada a partir de septiembre de 1941, la Iglesia mantuvo una postura dubitativa y ambigua: aunque oficialmente rechazó la conversión involuntaria y no controlada por ella, aceptó en la práctica numerosas conversiones en masa debidas al deseo de la población de evitar la matanza a manos del régimen. La campaña de conversión, además, estaba controlada por las autoridades, que decidían quién tenía permiso para convertirse, no la Iglesia. Stepinac protestó por las disposiciones gubernamentales sobre la conversión, pero el régimen continuó con sus planes contando con la colaboración de parte del clero y, especialmente, de algunos franciscanos. La jerarquía eclesiástica en general se opuso a la conversión forzosa, fomentada y dirigida por el Estado por motivos políticos (la asimilación de una de las minorías).
En agosto, cuando el legado vaticano comenzó a informar a su Gobierno de las atrocidades, este ordenó a su representante en Zagreb continuar discretamente sus acciones de oposición a aquellas, pero sin causar agravio alguno a las autoridades croatas. Durante el verano, el obispo de Mostar había informado a Stepinac sobre las atrocidades en su diócesis, en la que habían participado clérigos y monjes, a pesar de su prohibición de inmiscuirse en cuestiones políticas de junio.
En octubre Stepinac condenó la demolición de la sinagoga de la capital.
A finales de noviembre, ante la campaña de conversión forzosa y las atrocidades de serbios y judíos, Stepinac convocó un sínodo de obispos croatas, que solicitó el trato humano para los judíos conversos, aunque Stepinac comunicó al papa Pablo VI que esta solicitud había incluido a toda la población judía. Mientras, entre julio y diciembre de 1941, las autoridades llevaron a cabo la detención en masa de alrededor de dos tercios de la comunidad judía, enviada a campos de concentración donde la mayoría fue asesinada.
En marzo de 1942, ante los rumores de la próxima deportación de los judíos supervivientes a los campos de concentración controlados por los alemanes, Stepinac solicitó al ministro de Interior, Artukovic, el abandono de tales planes. A su regreso de una visita al Vaticano en abril en el que fuentes croatas afirman que Stepinac calificó las matanzas del Gobierno como meras «anomalías» (no hay versión disponible por parte del Vaticano), este criticó durante las atrocidades en un sermón ante miles de fieles el 24 de mayo de 1942:

Todas las razas y naciones fueron creadas a imagen de Dios... Por tanto, la Iglesia criticó en el pasado y lo hace en el presente todos los actos de injusticia o violencia perpetrados en nombre de la clase, raza o nacionalidad. Está prohibido exterminar gitanos o judíos porque se diga que pertenecen a una raza inferior...

Durante su estancia en el Vaticano expresó su desilusión por el régimen ustacha, pero lo presentó de forma más positiva que en sus anteriores declaraciones, reflejo de su respaldo a la independencia de Croacia, a pesar del Gobierno. Reiteró de nuevo sus críticas a los desmanes contra las minorías una semana más tarde.
Ante la circulación de rumores que hablaban de un acuerdo croato-germano para la próxima deportación de los judíos durante el verano, el rabino de Zagreb acudió a Stepinac, que le recomendó escribir directamente al papa, cosa que hizo el 4 de agosto de 1942, ocho días antes del comienzo de las deportaciones. Las acciones del representante vaticano, agradecidas por el rabino, lograron la rescisión de la orden de deportación para los matrimonios mixtos entre católicos y judíos, pero no la detención de las deportaciones. La intercesión del representante vaticano, por instrucciones de su superior, siguió siendo, sin embargo, llevada con discreción y tacto, sin protestas públicas. Incluso aquella desagradó a las autoridades croatas, que trataron en vano de recobrar el respaldo de Stepinac a finales de 1942.
En octubre de 1942, Stepinac volvió a criticar con dureza, aunque indirectamente, las medidas represivas racistas y nacionalistas. A comienzos de 1943, sus críticas al régimen de Pavelić y sus medidas se acentuó.
En 1942 y nuevamente en 1943, Stepinac intercedió personalmente con el Gobierno y con el Vaticano para tratar de lograr la evacuación a Turquía a través de Italia de dos grupos de niños hebreos, lográndolo en el segundo caso.

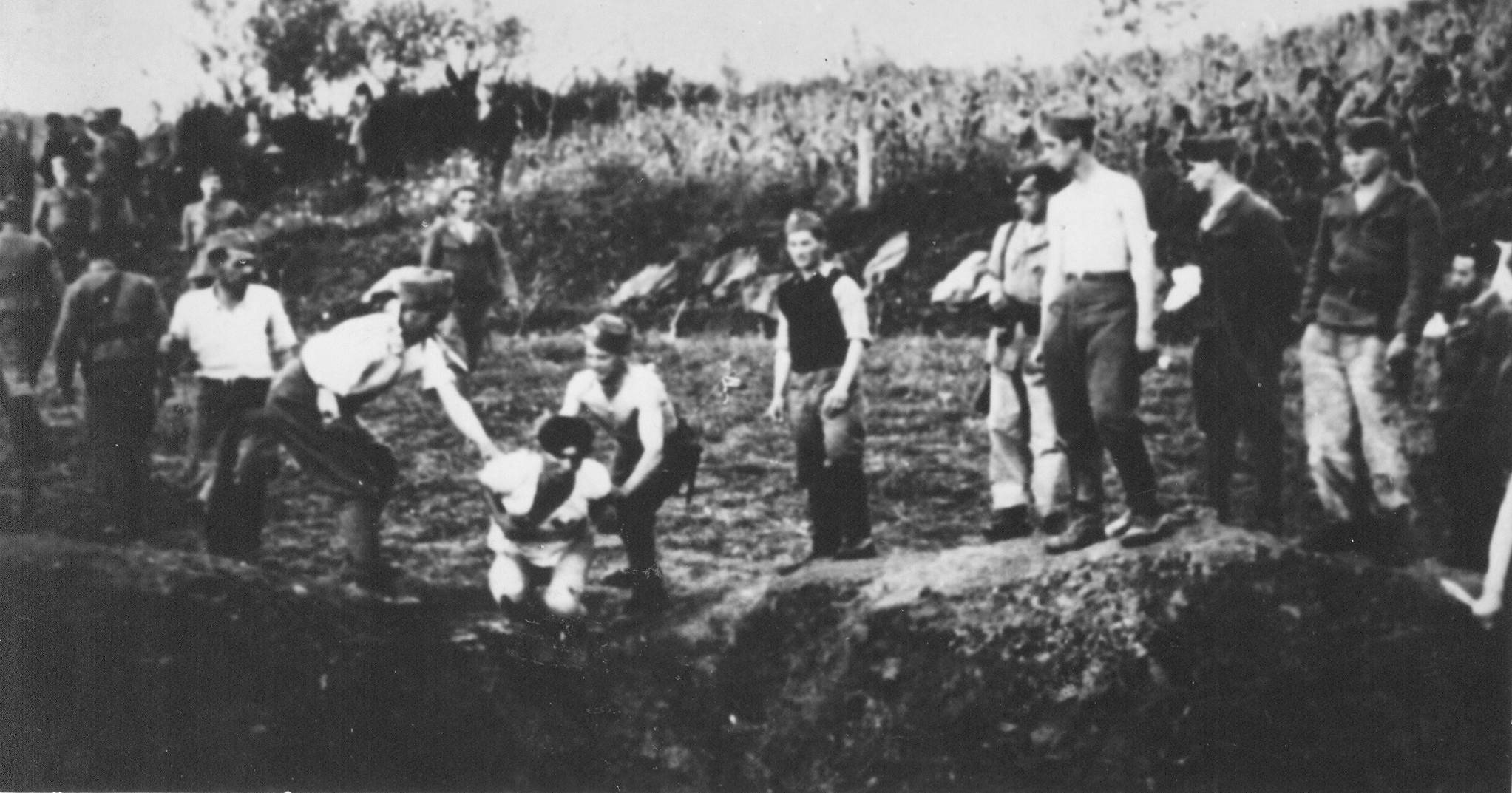
Ejecución de prisioneros en el campo de concentración de Jasenovac. Stepinac fue cada vez más duro en sus críticas con las atrocidades del régimen, en la que participaron algunos miembros de la Iglesia croata. Un fraile franciscano, Miroslav Filipović, llegó a dirigir el campo, aunque ya sin pertenecer a la orden, tras su expulsión.

Ante la prudencia papal, que evitó criticar abiertamente las atrocidades ustachas, pero alabó el catolicismo de Pavelić y su anticomunismo, la voz más crítica con el régimen de Zagreb fue la del cardenal Eugène Tisserant, encargado de las iglesias orientales católicas, muy duro con las acciones de Pavelić a pesar de los desmentidos de su representante en el Vaticano.
Ante la reaparición de los rumores sobre deportaciones de los supervivientes judíos a comienzos de 1943 (las deportaciones habían cesado a finales de agosto de 1942), los representantes eclesiásticos se apresuraron a intervenir ante las autoridades (la mayoría de los posibles afectados eran miembros de matrimonios mixtos judeo-católicos y conversos). Durante el mes de marzo, Stepinac intensificó sus acciones contra la deportación, tanto en sus sermones como en carta a Pavelić, de gran dureza y muy crítica con sus acciones contra las posibles víctimas. La intervención de Stepinac logró la anulación de los planes de deportación. El legado vaticano, Marcone, también intervino contra las deportaciones y la prensa aliada comenzó a publicar artículos sobre las atrocidades croatas.
A comienzos de mayo, sin embargo, la mayoría de los judíos que no pertenecían a matrimonios mixtos fueron enviados al campo de concentración de Auschwitz, a pesar de las protestas de representantes eclesiásticos. Heinrich Himmler, que había acudido a la capital croata, impuso la deportación a las autoridades que, ante las protestas de la Iglesia, habían tratado de evitarla. El Vaticano convocó entonces a Stepinac para informar personalmente sobre la situación. Este comenzó por enviar un informe en el que defendía sus acciones y, en parte, las del Gobierno de Pavelić como promotor del catolicismo. Durante su estancia en Roma, entre el 24 de mayo y el 4 de junio de 1943 y a pesar de sus pasadas críticas, Stepinac trató de describir de manera muy favorable el Estado croata.
Nuevamente de vuelta en Croacia, Stepinac retomó seis meses más tarde las duras críticas al Gobierno croata en una pastoral de octubre de 1943 que llevó al arresto de varios sacerdotes por su lectura. Para entonces las autoridades alemanas consideraban al obispo como un peligroso enemigo. Estas trataron en vano de lograr su sustitución al frente de la diócesis de la capital. Tanto la radio partisana como los aliados emitieron los sermones críticos de Stepinac.
Sólo al final de la guerra la jefatura de la Iglesia croata protestó por el asesinato de los judíos, cuando ya la mayoría de la comunidad había sido exterminada. La iglesia tampoco censuró a sus miembros que incitaron a la población contra la comunidad judía o participó en las matanzas. En 1943 y 1944 las protestas privadas de Stepinac, en parte realizadas a través de mando militar alemán en Croacia, se redoblaron, pero fueron a menudo infructuosas. A pesar del aumento de las críticas y del endurecimiento de estas, el episcopado croata siguió sin romper de forma definitiva con la dictadura brutal de Pavelić, principalmente por su respaldo a la independencia frente al resurgimiento de Yugoslavia, que no deseaba. Su anticomunismo, compartido también por parte del Partido Campesino Croata, le llevó a creer en la posibilidad de la supervivencia del Estado, a pesar de su estrechísima relación con el Eje y de su historia de atrocidades. Ante la única oposición fuerte a la dictadura ustacha, la de los partisanos desde 1943, comprometidos a resucitar el Estado yugoslavo, el episcopado no rompió con Pavelić. Numerosos radicales católicos, colaboradores del régimen de Pavelić, veían la guerra como un enfrentamiento entre el Eje y los ustachas por un lado, y el «judeo-bolchevismo» de los partisanos por otro, y optaron por mantener su apoyo a los primeros.

## Posguerra

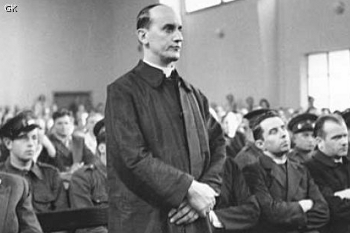
Stepinac durante su juicio por traición y colaboración con la dictadura ustacha en 1946. Primordialmente político, el juicio acabó con su condena a dieciséis años de prisión.

Poco después del fin de la guerra, las nuevas autoridades comunistas juzgaron a Stepinac y algunos de sus colaboradores, acusados de colaboración con el Gobierno de Ante Pavelić, y resultaron condenados a largas penas de prisión por alta traición y crímenes de guerra. Sus intentos de moderar el régimen habían fracasado en su mayoría, haciéndole aparecer como un mero colaborador de Pavelić y de las atrocidades. Sus aspiraciones de independencia para Croacia y de evitar el control comunista se habían visto frustradas.
No se excomulgó a los miembros de la Iglesia que participaron en los crímenes contra las minorías. Parte de los criminales de guerra ustachas recibieron además la ayuda de la Iglesia católica, tanto en Croacia como en el Vaticano, para huir tras la guerra a España, Sudamérica (en especial, a Argentina) o algunos países árabes para evitar su juicio. El Colegio de San Girolamo de degli Illirici, en Roma, residencia de sacerdotes croatas durante y después de la guerra mundial, fue el centro de actividades ustachas que permitió la huida de algunos de estos, incluidos criminales de guerra. El secretario del colegio, Krunoslav Stefano Dragonovic, era sacerdote, coronel de la jerarquía ustacha y antiguo funcionario del ministerio croata responsable de la expropiación de bienes serbios durante la guerra. La organización formada por Dragonovic cooperó además con el departamento estadounidense de espionaje encargado de ayudar a desertores, informantes y otros en territorio bajo control soviético. A Dragonovic se le retiró del colegio sólo en 1958, tras la muerte de Pío XII, después de haber ayudado en la fuga del criminal de guerra nazi Klaus Barbie. El propio Pavelić residió en Roma, temporalmente en el propio colegio de San Girolamo, en un edificio de propiedad vaticana y en un monasterio cercano a Castelgandolfo, entre 1946 y 1948, hasta su paso a Argentina. No existen pruebas, sin embargo, de la complicidad del papa o de sus consejeros en las actividades de Dragonovic y su organización.
La Iglesia no ha enviado nunca representantes a las conmemoraciones de las víctimas de las atrocidades ustachas que se celebran todos los años a finales de abril en el antiguo campo de concentración de Jasenovac, el mayor del NDH. Sólo en 2007 se realizó una visita episcopal al campo y en 2009 otra mayor, sin coincidir con los actos de abril. Durísimamente atacada durante el periodo comunista de posguerra, la Iglesia croata fue acercándose cada vez más a la derecha política y llegó a tener un destacado papel en las conmemoraciones por las víctimas, muchas de ellas militares, de las matanzas de Bleiburg que tuvieron lugar los últimos días de la contienda.

## Conclusiones
El Vaticano mantuvo una política tortuosa, entre el apoyo y la crítica, sin que el papa condenase abiertamente las brutalidades ustachas en sus reuniones con los representantes de Pavelić, aunque sí elogió en repetidas ocasiones su catolicismo y el papel el Estado croata como defensa frente al comunismo. Tanto el Vaticano como las autoridades eclesiásticas croatas trataron de evitar cualquier acción que minase el régimen ustacha. Opuestos al asesinato de los judíos, apoyaban, no obstante, su eliminación de la vida cultural, social y económica. Faltos de crítica hacia los sacerdotes y monjes que participaron en las tropelías del Estado ustacha, los representantes eclesiásticos católicos, sin embargo, intervinieron a menudo privadamente para evitar las atrocidades contra los judíos, defendieron a los conversos y otorgaron importante ayuda a los supervivientes.
El principal representante de la iglesia croata, el arzobispo Stepinac, favorable a la independencia del nuevo país, criticó los desmanes del Gobierno en privado y de manera genérica cada vez más en público durante la guerra, pero no realizó una condena abierta del régimen de manera sistemática. Con notable controversia, el papa Juan Pablo II le beatificó en octubre de 1998.
Tras la guerra, el nuevo régimen comunista consideró a Stepinac y a la Iglesia croata en general cómplices de las atrocidades de Pavelić y sus seguidores y responsables al menos parcialmente de estas. Sus partidarios, por el contrario, consideraban que la Iglesia y el arzobispo se habían opuesto activamente a los fascistas croatas y que los crímenes cometidos por miembros de la misma se habían cometido de manera individual, sin orden ni control eclesiástico. Para estos, la condena de Stepinac se debió simplemente a su anticomunismo.